# Населённые пункты Орловской области
Орловская область включает следующие населённые пункты:
- 20 городских населённых пунктов (в списках выделены оранжевым цветом) на 2021 год, в том числе:
  - 7 городов,
  - 13 посёлков городского типа;
- 2922 сельских населённых пункта (по переписи населения 2010 года), из них 344 без населения.

Населённые пункты в списках (с точки зрения административно-территориального и, соответственно, муниципального устройства) распределены по:
- 3 городам областного значения (подчинения) — городским округам;
- 24 районам — муниципальным районам.

Численность населения сельских населённых пунктов приведена по данным переписи населения 2010 года, численность населения городских населённых пунктов (посёлков городского типа (рабочих посёлков) и городов) — по оценке на 1 января 2023 года.

## Города областного значения/подчинения (городские округа)
| № | Населённый пункт | Тип   | Население |
| - | ---------------- | ----- | --------- |
| 1 | Орёл             | город | 303 169   |
| 2 | Ливны            | город | 42 928    |
| 3 | Мценск           | город | 36 070    |

## Районы
О населённых пунктах Орловской области в составе районов см.:
Населённые пункты Орловской области в районах (от А до Л);
Населённые пункты Орловской области в районах (от М до Я).